# الوکارلبی
الوکارلبی (به سوئدی: Älvkarleby) یک منطقهٔ مسکونی در سوئد است که در بخش الوکارلبی واقع شده‌است. الوکارلبی ۲٫۷۰ کیلومتر مربع مساحت و ۱٬۶۴۷ نفر جمعیت دارد.